# Viaszpálmaformák
A viaszpálmaformák (Ceroxyloideae) a pálmafélék (Arecaceae) családjának egy alcsaládja. Fajai Amerikában, Ausztráliában, Madagaszkáron és a Comore-szigeteken élnek.
A 2000-es évek elején a kladisztikai felülvizsgálatok eredményeként nemzetségcsoporttá leminősítve ide sorolták be a korábbi Phytelephantoideae alcsaládot, néhány korábban ide sorolt nemzetséget (Chamaedorea, Gaussia, Hyophorbe, Synechanthus és Wendlandiella) pedig áthelyeztek az Arecoideae alcsaládba.

## Rendszerezés
A három nemzetségcsoport összesen nyolc nemzetséget ölel fel.
- Ceroxyleae
  - Ceroxylon – viaszpálma
  - Juania
  - Oraniopsis
  - Ravenea
- Cyclospatheae
  - Pseudophoenix
- Phytelephanteae
  - Ammandra
  - Aphandra
  - Phytelephas